# شون جوردن (فنان قتال مختلط)
شون جوردن (بالإنجليزية: Shawn Jordan)‏ هو فنان قتال مختلط أمريكي، ولد في 21 أكتوبر 1984 في إل باسو في الولايات المتحدة.

## وصلات خارجية
- شون جوردن على موقع يو إف سي (الإنجليزية)
- شون جوردن على موقع بيلاتور (الإنجليزية)
- شون جوردن على موقع شيردوغ (الإنجليزية)
- شون جوردن على موقع IMDb (الإنجليزية)